# Tylecodon scandens
Tylecodon scandens är en fetbladsväxtart som beskrevs av E. van Jaarsveld. Tylecodon scandens ingår i släktet Tylecodon och familjen fetbladsväxter. Inga underarter finns listade i Catalogue of Life.